# سيرجيو سانتوس غوميز
سيرجيو سانتوس غوميز (4 سبتمبر 1994 في البرازيل - ) هو لاعب كرة قدم برازيلي في مركز مهاجم ‏. لعب مع أوداكس إيتاليانو.

## وصلات خارجية
- سيرجيو سانتوس غوميز على موقع الدوري الأمريكي (الإنجليزية)
- سيرجيو سانتوس غوميز على موقع قاعدة بيانات كرة القدم.إي يو (الإنجليزية)
- سيرجيو سانتوس غوميز على موقع ليكيب (الفرنسية)
- سيرجيو سانتوس غوميز على موقع Soccerway.com (الإنجليزية)
- سيرجيو سانتوس غوميز على موقع AS.com (الإسبانية)